# Linea Nikkō

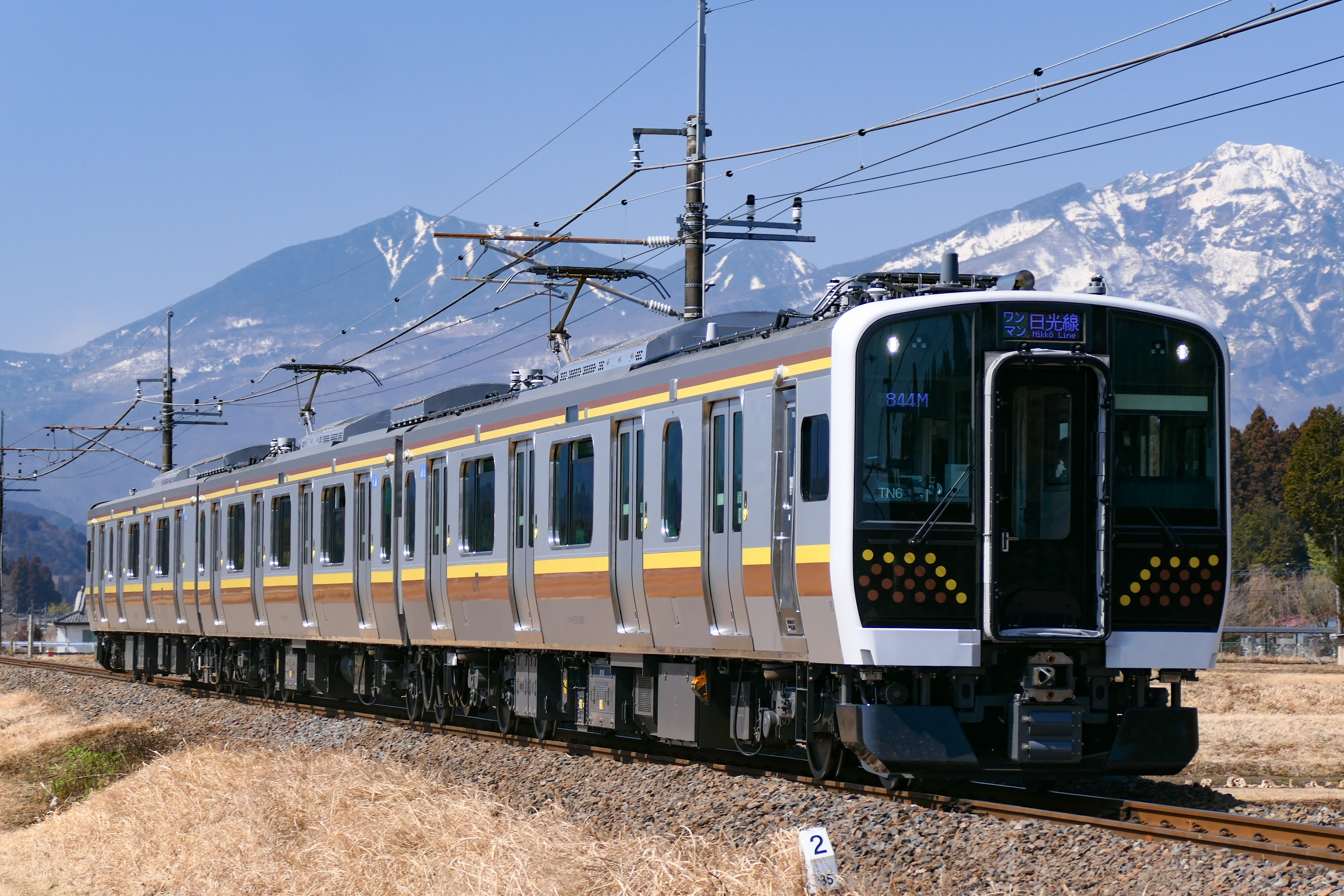
Treno della serie E131

La linea Nikkō (日光線?, Nikkō-sen) è una linea ferroviaria giapponese a carattere regionale gestita dalla JR East a scartamento ridotto che collega le stazioni di Utsunomiya nella città omonima e di Nikkō, a Nikkō. La linea è interamente nella prefettura di Tochigi.

## Stazioni
- Tutti i treni fermano in tutte le stazioni
- I treni possono incrociarsi a tutte le stazioni

| Stazione         | Giapponese | Distanza | Distanza | Collegamenti                                                                                                   | Posizione  | Posizione |
| Stazione         | Giapponese | Interst. | Totale   | Collegamenti                                                                                                   | Posizione  | Posizione |
| ---------------- | ---------- | -------- | -------- | --- | ---------- | --------- |
| Utsunomiya       | 宇都宮     | -        | 0.0      | ■ Tōhoku Shinkansen ■ Yamagata Shinkansen ■ Linea principale Tōhoku ■ Linea Utsunomiya ■ Linea Shōnan-Shinjuku | Utsunomiya | Tochigi   |
| Tsuruta          | 鶴田       | 4.8      | 4.8      | | Utsunomiya | Tochigi   |
| Kanuma           | 鹿沼       | 9.5      | 14.3     | | Kanuma     | Tochigi   |
| Fubasami         | 文挟       | 8.1      | 22.4     | | Nikkō      | Tochigi   |
| Shimotsuke-Ōsawa | 下野大沢   | 5.8      | 28.2     | | Nikkō      | Tochigi   |
| Imaichi          | 今市       | 5.7      | 33.9     | | Nikkō      | Tochigi   |
| Nikkō            | 日光       | 6.6      | 40.5     | Linea Tōbu Nikkō (Tōbu-Nikkō)                                                                                  | Nikkō      | Tochigi   |

## Materiale rotabile
- Serie 107, elettrotreno a 2 casse
- Serie 205-600, elettrotreno a 4 casse (da marzo 2013)[1][2]